# CDIO Hagen 2015
Der CDIO Hagen 2015 war im Jahr 2015 das deutsche Nationenpreisturnier der Dressurreiter. Es wurde vom 8. bis 12. Juni 2015 in Hagen am Teutoburger Wald durchgeführt.

## Ausschreibung und Programm
Mittelpunkt des Turnierprogramms bildeten die Prüfungen des CDIO 5*, der höchsten Kategorie im Dressurreiten. Daneben wurden auch Prüfungen im Rahmen eines CDI 4*, eines CDI 1* und eines CDIU25 für Reiter bis 25 Jahre durchgeführt.
Ausgetragen wurde das Turnier auf dem Hof Kasselmann, wo neben diesem Turnier jährlich auch Horses & Dreams und das Nationenpreisturnier aller Altersklassen des Jugendsports im Dressur- und Springreiten stattfinden. Veranstalter des Turniers waren der Reitsportclub Osnabrücker Land e. V. und die ebenfalls in Hagen ansässige P.S.I. Pferdesport Organisationsgesellschaft mbH.
Die zwei großen Programmpunkte am Mittwoch, den 8. Juli, fanden nicht in Hagen statt. In Osnabrück wurde zunächst am Nachmittag eine Eröffnungsfeier auf dem Rathausplatz durchgeführt, anschließend folgte hier eine Begrüßung der Nationen. In Hagen stand an diesem Tag für die Pferde die veterinärmedizinische Untersuchung („Vet-Check“) an. Das Prüfungen selbst starteten am Donnerstag. Neben einer CDI 1*-Prüfung steht der Grand Prix de Dressage der CDIO 5*-Tour auf dem Programm. Dieser stellt zugleich den deutschen Dressurnationenpreis 2015 dar.
Am Turnierfreitag wurden die ersten beiden Prüfungen des CDI 4* (ein Grand Prix de Dressage) und des CDIU25 (eine Intermediaire II) ausgetragen. Zudem fand als erste Prüfung des Tages das Finale des CDI 1*, eine Intermediaire I, statt.
Die Prüfungen des Samstags (10. Juli) waren der Grand Prix Spécial des CDIO 5*, nachfolgend der Grand Prix U25 als Finale des CDIU25 sowie als Tagesabschluss die Grand Prix Kür der CDI 4*-Tour. Auch der Sonntag begann mit einem Grand Prix Spécial, der Abschlussprüfung des CDI 4*. Letzte Prüfung des Turniers war am Nachmittag des Sonntags die Grand Prix Kür des CDIO 5*.
Alle Prüfungen des Turniers wurden vom deutschen IPTV-Sender ClipMyHorse übertragen.

## Vergabe CDIO
Beim CDIO Hagen 2015 handelte es sich um den 45. Dressur-Nationenpreis Deutschlands, wovon sieben in den 1970er Jahren in der DDR durchgeführt wurden. Die übrigen 37 Nationenpreise der Bundesrepublik Deutschland wurden seit 1977 im Rahmen des CHIO Aachen ausgerichtet.
Nach dem Zuschlag für die Europameisterschaften 2015 nach Aachen gaben die Veranstalter des CHIO Aachen bekannt, dass in jenem Jahr kein CHIO durchgeführt werden würde. Zunächst bekam Lingen, über viele Jahre hinweg Austragungsort des Internationalen Dressurfestivals Lingen, den Zuschlag für den Dressurnationenpreis 2015. Nachdem Lingen im Januar 2014 aus finanziellen Gründen auf die Ausrichtung verzichtete, wurde nach einem neuen Austragungsort gesucht. Der Zuschlag ging an Hagen am Teutoburger Wald. Mannheim, das ebenfalls Interesse bekundet hatte, kam bei der Dressur nicht zum Zug, im Springreiten hingegen wurde eine Woche nach dem CDIO Hagen das deutsche Nationenpreisturnier in Mannheim durchgeführt.
Für Ärger bei den Veranstaltern in Hagen und Mannheim sorgte, dass Mitte 2014 von den Aachener Veranstaltern bekanntgegeben wurde, dass im Mai 2015 doch ein CDI 5*/CSI 5*-Reitturnier in Aachen ausgetragen wird. Ullrich Kasselmann als Veranstalter des CDIO 2015 kritisierte: „Als wir uns beworben haben, war von einem zweiten Turnier neben der EM noch keine Rede. Wir haben jetzt ein Alleinstellungsmerkmal verloren.“

## Teilnehmer und Ergebnisse
Im CDI 1* und CDI 4* können sowohl die Mannschaftsreiter des CDIO 5* (mit anderen Pferden) als auch weitere Reiter teilnehmen. Wie in anderen Jahren beim CHIO Aachen, so dienten auch in Hagen die CDI 4* zusammen mit dem CDIO 5* als Sichtungsturnier für das nachfolgende Championat (2015: Europameisterschaften in Aachen).

### CDIO5*: Nationenpreis
Am Nationenpreis waren acht Mannschaften mit jeweils drei oder vier Reitern und deren Pferden am Start: Deutschland, Dänemark, Frankreich, Großbritannien, die Niederlande, Russland, die Schweiz und die Vereinigten Staaten. Es siegte mit deutlichem Vorsprung die deutsche Equipe. In der Einzelwertung kam mit über drei Prozent Vorsprung Kristina Bröring-Sprehe mit Desperados auf den ersten Platz. Mit einem Ergebnis von 81,160 Prozent erzielte sie damit eine individuelle Bestleistung in einem international ausgeschriebenen Grand Prix.

### CDIU25: U25-Mannschaftswertung
Auch im Rahmen des CDIs der Reiter bis 25 Jahre (CDIU25) wurde eine Mannschaftswertung im Stile eines Nationenpreises durchgeführt. Als Prüfung hierfür wurde eine Intermédiaire II gewählt, die am Turnierfreitag ab 17:30 Uhr ausgetragen wurde. Pro Mannschaft konnten zwei oder drei Reiter mit ihren Pferden an den Start gehen, die jeweils zwei besten Ergebnisse gingen in das Ergebnis ein. Es siegte die deutsche Equipe, in der Einzelwertung der Intermédiaire II ging der Sieg an Sanneke Rothenberger mit Wolke Sieben.
|   | Mannschaft         | Reiter                 | Pferde              | Prozent  |
| - | ------------------ | ---------------------- | ------------------- | -------- |
| 1 | Deutschland        | Annabel Frenzen        | Christobal          | 72,079   |
| 1 | Deutschland        | Juliette Piotrowski    | Sir Diamond         | (71,184) |
| 1 | Deutschland        | Sanneke Rothenberger   | Wolke Sieben        | 74,605   |
| 1 | Deutschland        | 146,684                |                     |          |
| 2 | Schweiz            | Philine von Bremen     | Artemis             | 70,789   |
| 2 | Schweiz            | Estelle Wettstein      | Friedrich der Große | 72,895   |
| 2 | Schweiz            | 143,684                |                     |          |
| 3 | Dänemark           | Anne Sofie Aaen        | Schambuka Soelyst   | (67,447) |
| 3 | Dänemark           | Nicoline Graff         | Donnerfee           | 71,447   |
| 3 | Dänemark           | Carina Nevermann Torup | Lykkes de Niros     | 69,211   |
| 3 | Dänemark           | 140,658                |                     |          |
| 4 | Niederlande        | Jill Huybregts         | Zamacho Z           | 70,316   |
| 4 | Niederlande        | Anne Meulendijks       | Avanti              | 69,921   |
| 4 | Niederlande        | Kim Schmid             | Tehodoor            | (69,105) |
| 4 | Niederlande        | 140,237                |                     |          |
| 5 | Vereinigte Staaten | Chase Hickok           | Sagacious           | 61,789   |
| 5 | Vereinigte Staaten | Genay Vaughn           | Donarweiss          | 65,579   |
| 5 | Vereinigte Staaten | 127,368                |                     |          |

Ausgeklammerte Prozentpunkte zählen als Streichergebnis nicht für das Mannschaftsergebnis.

### CDIO5*: Grand Prix Spécial
Auch im Grand Prix Spécial konnten sich zwei deutsche Mannschaftsreiterinnen mit individuellen Bestleistung top platzieren: Kristina Bröring-Sprehe kam mit Desperados auf 83,824 Prozent (was ihr den Sieg einbrachte), auf den zweiten Platz kam Jessica von Bredow-Werndl mit dem KPWN-Hengst Unee mit 79,490 Prozent. Wenig glücklich lief das Turnier für Hubertus Schmidt und seinen 12-jährigen, aber noch relativ unerfahrenen Trakehner Hengst Imperio: Nachdem beide im Nationenpreis-Grand Prix unter einem sehr starker Regenschauer zu leiden hatte, durch den sich das Pferd deutlich ablenken ließ, kamen sie auch im Grand Prix Spécial (Platz acht, 73,627 Prozent) nicht an ihre bei der Deutschen Meisterschaft in Hagen erzielten Ergebnisse heran.
|   | Reiter                    | Pferd           | Bewertung |
| - | ------------------------- | --------------- | --------- |
| 1 | Kristina Bröring-Sprehe   | Desperados FRH  | 83,824 %  |
| 2 | Jessica von Bredow-Werndl | Unee            | 79,490 %  |
| 3 | Isabell Werth             | Don Johnson FRH | 78,784 %  |
| 4 | Anna Kasprzak             | Donnperignon    | 76,843 %  |
| 5 | Inessa Merkulowa          | Mister X        | 76,647 %  |

Beste 5 von 31 Teilnehmern.

### CDIU25: U25-Grand Prix
Am Nachmittag des Samstags wurde die Finalprüfung des CDIU25, ein Grand Prix U25 durchgeführt. In dieser Prüfung für Reiter bis 25 Jahre siegte die 22-jährige Sanneke Rothenberger (die mit Deveraux OLD auch im CDI 4* am Start war) erneut mit Wolke Sieben. Auf den zweiten Rang kam der 17-jährige Juan Matute Guimon, der eine Woche zuvor mit Dhannie Europameister der Junioren in der Kür geworden war.
|   | Reiter               | Pferd               | Bewertung |
| - | -------------------- | ------------------- | --------- |
| 1 | Sanneke Rothenberger | Wolke Sieben        | 74,953 %  |
| 2 | Juan Matute Guimon   | Don Diego           | 74,070 %  |
| 3 | Juliette Piotrowski  | Sir Diamond         | 72,581 %  |
| 4 | Svenja Peper         | Disneyworld         | 71,047 %  |
| 5 | Estelle Wettstein    | Friedrich der Große | 71,000 %  |

Beste 5 von 20 Teilnehmern.

### CDI4*: Grand Prix Kür
Im Anschluss an den U25-Grand Prix wurde der Grand Prix Kür durchgeführt. Anders als in der CDIO-Tour mussten sich die Reiter im CDI 4* entscheiden, ob sie an der Grand Prix Kür oder am Grand Prix Spécial teilnehmen wollten. In der Kür siegte Jenny Lang mit ihrem Holsteiner Loverboy, mit dem sie unter anderem beim Maimarkt-Turnier Mannheim von 2013 bis 2015 jeweils die Kür gewann. Auf dem zweiten Platz folgte mit einem Abstand von nur 0,1 Prozent Sanneke Rothenberger dem Oldenburger Deveraux OLD.
|   | Reiter                 | Pferd        | Bewertung |
| - | ---------------------- | ------------ | --------- |
| 1 | Jenny Lang             | Loverboy     | 79,425 %  |
| 2 | Sanneke Rothenberger   | Deveraux OLD | 79,325 %  |
| 3 | Ingrid Klimke          | Dresden Mann | 77,975 %  |
| 4 | Diederick van Silfhout | Vorst D      | 76,000 %  |
| 5 | Carola Koppelmann      | Deveraux B   | 74,125 %  |

Beste 5 von 13 Teilnehmern.

### CDI4*: Grand Prix Spécial
Nachdem Totilas mit seinem Reiter Matthias Alexander Rath nach einjähriger Turnierpause mit 80,360 Prozent gewonnen hatten, standen beide auch im Mittelpunkt des Grand Prix Spécial am Sonntagvormittag. Trotz zweier deutlicher Probleme bei den 15 Galoppwechseln von Sprung zu Sprung (Noten von 4 bis 5,5) und Galopppirouette nach links (Noten von 5 bis 7) bewerteten die Richter den Ritt als gut. Drei Richter bewerteten den Ritt mit etwa 78 Prozent, das Gesamtergebnis (Durchschnitt der fünf Richter) brachte ein Ergebnis von 80,039 Prozent. Aufgrund der Ergebnisse in Hagen wurden Rath und Totilas vom Dressurausschuss für die Europameisterschaften 2015 nominiert, unter der Voraussetzung, dass die Fitness zum Championat stimmt.
Auf den zweiten Platz im Grand Prix Spécial kam Anabel Balkenhol mit Dablino FRH, die als erstes Reservepaar für die Europameisterschaften benannt wurden. Mit einem Ergebnis von 75,549 Prozent und damit dem dritten Rang empfahl sich auch Fabienne Lütkemeier mit D’Agostino FRH, die als zweites Reservepaar für die Europameisterschaften vorgesehen sind.
|   | Reiter                  | Pferd          | Bewertung |
| - | ----------------------- | -------------- | --------- |
| 1 | Matthias Alexander Rath | Totilas        | 80,039 %  |
| 2 | Anabel Balkenhol        | Dablino FRH    | 76,353 %  |
| 3 | Fabienne Lütkemeier     | D’Agostino FRH | 75,549 %  |
| 4 | Spencer Wilton          | Super Nova II  | 73,137 %  |
| 5 | Dorothee Schneider      | St. Emilion    | 73,020 %  |

Beste 5 von 13 Teilnehmern.

### CDIO5*: Grand Prix Kür
Für die Grand Prix Kür am Sonntagnachmittag waren noch die 15 besten Paare des CDIO 5*-Grand Prix Spécials startberechtigt, jedoch maximal drei Paare pro Nation. Diese Regelung traf Hubertus Schmidt als vierten deutschen Reiter, für den die britische Dressurreiterin Hannah Biggs mit ihrem Hannoveraner Weltzin in das Kür-Starterfeld nachrückte.
In dieser mit 40.000 Euro höchstdotierten Prüfung des Turniers sicherten sich Kristina Bröring-Sprehe und Desperados FRH mit fast fünf Prozent Vorsprung den dritten Sieg dieses Turniers. Sie bekam ein Ergebnis von 87,575 Prozent, der Chefrichter der Prüfung gab ihr im Durchschnitt von A- und B-Note sogar eine Wertung von über 90 Prozent. Mit Ergebnissen von über 82 Prozent kamen Isabell Werth und Jessica von Bredow-Werndl mit ihren Pferden auf die Plätze zwei und drei. Diese drei Paare wurden für die Europameisterschaft nominiert.
Konstant von Grand Prix bis Grand Prix Kür auf den vierten Platz kam die 25-jährige Dänin Anna Kasprzak mit Donnperignon, den sie Ende 2011 vom in Hagen am Teutoburger Wald ansässigen Christoph Koschel übernommen hatte. In allen drei Prüfungen jeweils auf den fünften Platz kam Inessa Merkulowa, deren 11-jähriger selbst ausgebildeter Trakehner Mister X bereits zwei Monate zuvor beim Deutschen Dressur-Derby das Publikum begeistert hatte.
|   | Reiter                    | Pferd           | Bewertung |
| - | ------------------------- | --------------- | --------- |
| 1 | Kristina Bröring-Sprehe   | Desperados FRH  | 87,575 %  |
| 2 | Jessica von Bredow-Werndl | Unee            | 82,775 %  |
| 3 | Isabell Werth             | Don Johnson FRH | 82,450 %  |
| 4 | Anna Kasprzak             | Donnperignon    | 80,100 %  |
| 5 | Inessa Merkulowa          | Mister X        | 79,475 %  |

Beste 5 von 15 Teilnehmern.